# Neuvicq-le-Château
Neuvicq-le-Château – miejscowość i gmina we Francji, w regionie Nowa Akwitania, w departamencie Charente-Maritime.
Według danych na rok 1990 gminę zamieszkiwało 385 osób, a gęstość zaludnienia wynosiła 25 osób/km² (wśród 1467 gmin regionu Poitou-Charentes Neuvicq-le-Château plasuje się na 641. miejscu pod względem liczby ludności, natomiast pod względem powierzchni na miejscu 565.).